# Jos Douma
Jochem Rein (Jos) Douma (Zuidhorn, 27 juli 1968) is een Nederlands theoloog, auteur en predikant in de Gereformeerde Kerken vrijgemaakt, die in 2023 zijn opgegaan in de Nederlandse Gereformeerde Kerken. 

## Loopbaan
Douma studeerde theologie aan de Theologische Universiteit Kampen. In 1998 werd hij predikant van de gereformeerd-vrijgemaakte kerken in Beverwijk en Krommenie. In 2000 promoveerde hij tot doctor aan de Theologische Universiteit Kampen op het proefschrift Veni Creator Spiritus. De meditatie en het preekproces. Van 2003 tot 2013 was hij predikant van de gereformeerd-vrijgemaakte Fonteinkerk in Haarlem en sinds 2013 van de gereformeerd-vrijgemaakte Plantagekerk in Zwolle. Samen met de protestantse predikant Ron van der Spoel startte hij in 2002 de interkerkelijke preekbeweging Passie voor Preken. Van 2008 tot 2013 doceerde hij homiletiek aan de Evangelische Theologische Faculteit Leuven. Sinds 2013 doceert hij aan die faculteit het vak spiritualiteit.